# Nathuram Godse
Nathuram Godse (født 19. maj 1910, død 15. november 1949) var en indisk hindutvaaktivist som skød og dræbte den indiske politiker Mahatma Gandhi med tre skud den 30. januar 1948. Han fik senere dødsstraf og blev henrettet den 15. november 1949.
Broderen Gopal Godse blev dømt til 18 års fængsel for den samme forbrydelse.